# Açude Jaburu I
Açude Jaburu I é um açude brasileiro no estado do Ceará. É o maior açude em cima de uma serra ou montanha do mundo.
Está construído sobre os leitos dos riachos Jaburu e Pitanga, nos municípios de Ubajara e Tianguá. O reservatório  está  localizado  em  sua  maior  parte  em  território  ubajarense ( cerca  de 85% ); cerca  de  15%  está  no  território  de Tianguá. Foi construído pela Secretaria de Recursos Hídricos do Ceará, tendo sido concluído em 1983.
Sua capacidade é de 210.000.000 m³. Porém, com as sedimentações, sua capacidade atualmente é de 174.000.000m³ de acordo com informações da COGERH.
As precipitações pluviométricas em sua bacia hidrográficas comportaram-se nos últimos oito anos com precipitações irregulares com apenas um sangramento no ano de 2009, quando a  região  da  Ibiapaba teve uma precipitação anual de 1453 mm,  nas  cabeceiras  dos  rios  citados  que  abastecem  o  reservatório.